# Valoria la Buena
Valoria la Buena é um município da Espanha na província de Valladolid, comunidade autónoma de Castela e Leão, de área 43,22 km² com população de 640 habitantes (2007) e densidade populacional de 15,41 hab/km².

## Demografia
| Variação demográfica do município entre 1991 e 2004 | Variação demográfica do município entre 1991 e 2004 | Variação demográfica do município entre 1991 e 2004 | Variação demográfica do município entre 1991 e 2004 |
| --------------------------------------------------- | --------------------------------------------------- | --------------------------------------------------- | --------------------------------------------------- |
| 1991                                                | 1996                                                | 2001                                                | 2004                                                |
| 698                                                 | 683                                                 | 630                                                 | 666                                                 |